# Agave glomeruliflora
Agave glomeruliflora är en sparrisväxtart som först beskrevs av Georg George Engelmann, och fick sitt nu gällande namn av Alwin Berger. Agave glomeruliflora ingår i släktet Agave och familjen sparrisväxter. Inga underarter finns listade i Catalogue of Life.